# الدوري السلوفيني لكرة القدم 1967–68
الدوري السلوفيني لكرة القدم 1967–68 هو موسم من الدوري السلوفيني لكرة القدم ‏. فاز فيه NK Ljubljana ‏.